# District de Suzhou
Le district de Suzhou (肃州区 ; pinyin : Sùzhōu Qū) est une subdivision administrative de la province du Gansu en Chine. Il est placé sous la juridiction de la ville-préfecture de Jiuquan.